# Gō Seinosuke

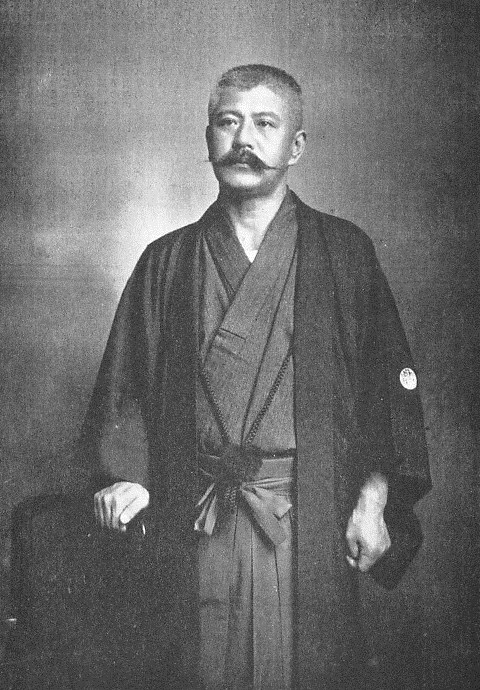
Gō Seinosuke

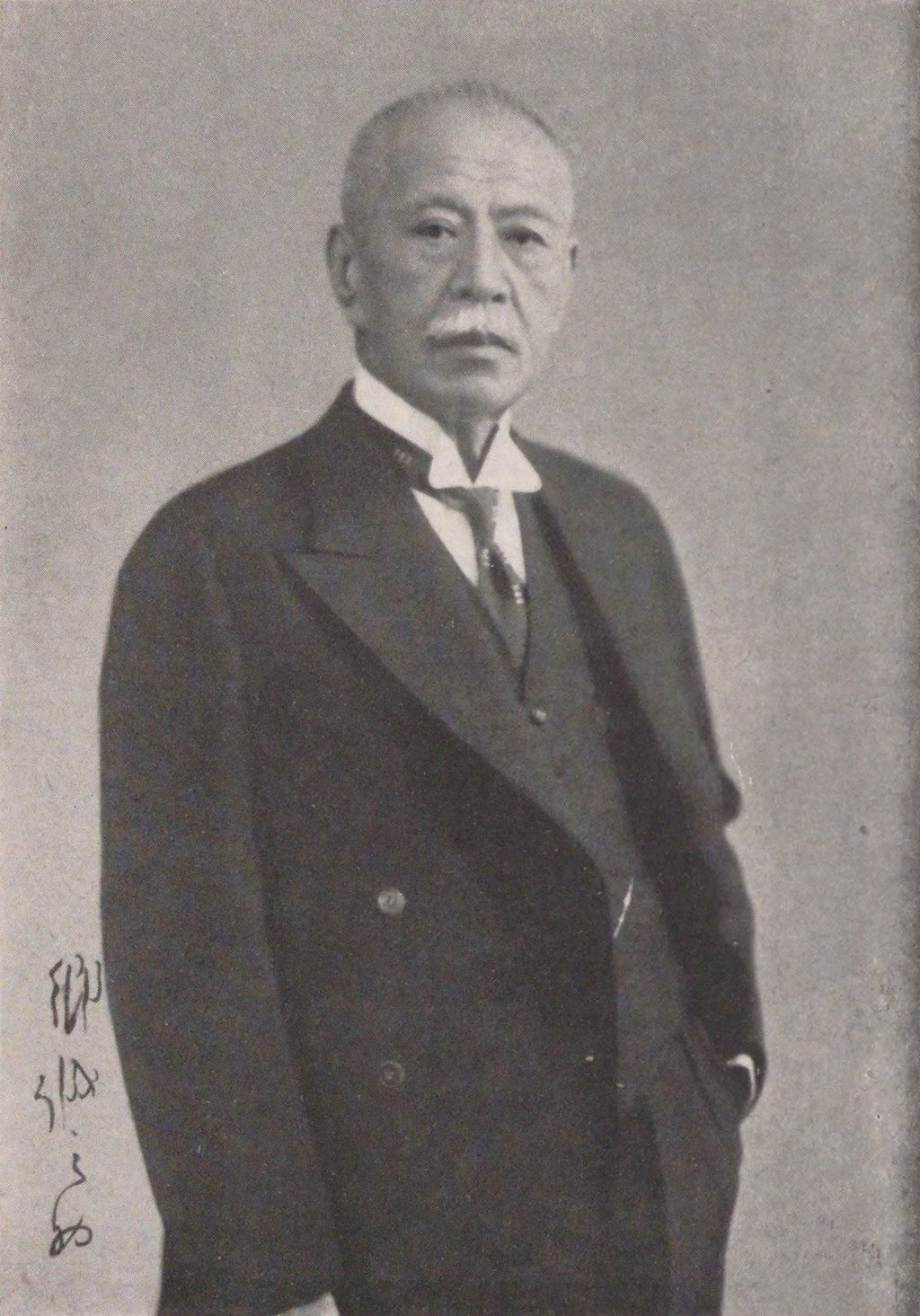
Gō im Alter

Gō Seinosuke (japanisch 郷 誠之助; geboren 3. Februar 1865 in Gifu (Provinz Mino); gestorben 19. Januar 1942 in Tokio) war ein bedeutender japanischer Unternehmer und Politiker.

## Leben und Wirken

### Frühe Jahre
Gō Seinosuke wurde als zweiter Sohn von dem späteren Baron Gō Junzō (郷 純造; 1825–1910) geboren. Er besuchte die „Dōshisha English School“ (同志社英学校, Dōshisha Eigo gakkō) und die Universität Tokio. Im Jahr 1884 ging er nach Deutschland und setzte sein Studium an der Universität Heidelberg fort. Er befasste sich mit Hegel, Mill und anderen und zum Dr. Phil. promoviert.
Nach sieben Jahren kehrte Gō 1891 nach Japan zurück und arbeitete kurzzeitig für das „Ministerium für Landwirtschaft und Handel“ (農商務省, Nōshōmushō). 1895 wurde er Präsident von „Nippon Transport“ (日本運輸社, Nihon un’yū-sha), das sich in finanziellen Schwierigkeiten befand, und 1900 wurde er dann Präsident von „Iriyama Coal Mining“ (入山採炭, Iriyama saitan), wobei er beide Unternehmen erfolgreich wiederaufbaute. Er spielte auch eine aktive Rolle in der Finanzwelt, unter anderem gründete er 1902 „Oji Paper“ und 1908 die „Imperial Commercial Bank“ (帝国商業銀行, Teikoku shōgyō ginkō).
Im Jahr 1911 wurde Gō Vorsitzender der „Tokioter Börse“ und arbeitete bis zu seinem Ausscheiden 1924 an derer Reform. Während der Finanzkrise von 1927 liquidierte er unter anderem die Unternehmen „Jūgo Bank“ (十五銀行; Jūgo Ginkō), „Kawasaki Shipyard & Co.“ (川崎造船所, Kawasaki sōzen-jo) und „Tokyo Electric Light“ (東京電灯, Tōkyō dentō) und spielte anschließend eine führende Rolle bei der Organisation der Fusion der Reedereien „Nippon Yūsen“ (日本郵船) und „Tōyō Kisen“ (東洋汽船) sowie bei der Förderung der Fusion von öffentlichen und privaten Stahlwerken.

### Spätere Jahre
Während dieser Zeit setzte Gō sich auch für die Stärkung von Unternehmensorganisationen ein und beteiligte sich an der Gründung verschiedener Organisationen. 1917 wurde er Geschäftsführer des „Japan Industrial Club“ (日本工業倶楽部, Nihon kōgyō kurabu), Präsident der „Industrie- und Handelskammer Tokio“ (東京商工会議所, Tōkyō shōkō kaigi-shō) und der „Industrie- und Handelskammer Japans“ (日本商工会議所, Nihon shōkō kaigi-shō) im Jahr 1930 und Vorsitzender des „Nippon Keidanren“ im Jahr 1932.
Gō wurde 1910 in das Oberhaus des Reichstags gewählt und wurde seitdem für den Rest seines Lebens weiterhin gewählt, wo er als Mitglied verschiedener Regierungsausschüsse fungierte. Auch nach seinem Rückzug aus der Geschäftswelt im Jahr 1936 fungierte er weiterhin als Vorsitzender des Ausschusses zur Gründung nationaler Politikunternehmen wie „North China Development“ (北支那開発, Kitashina kaihatsu) und „Dainihon Airlines“ (大日本航空, Dainihon kōkū). Weiter wirkte er als Kabinettsrat und Berater des Finanzministeriums im Jahr 1937 und 1940 als Berater der „Taisei Yokusankai“ (大政翼賛会) und „Dainippon Industrial Information Association“ (大日本産業報国会, Dainippon sangyōhō kokkai).
Gō besaß in seinem Leben große Macht in der politischen und geschäftlichen Welt.